# Vågmästareplatsen
Vågmästareplatsen är en knutpunkt inom stadsdelen Brämaregården på Hisingen i Göteborg. Vågmästareplatsen fick sitt namn år 1943.
Vid Vågmästareplatsen finns polisstation, bibliotek, saluhall, spårvagnshållplats, kyrka och i nära anslutning finns Göteborgs moské. 

## Historia
Vågmästareplatsen är en gatukorsning som berättar mycket om Hisingens historia. I 1880-talets rutnät av kvarter drogs större gator. Gustaf Dahlénsgatan blev utfart mot Tuve och Hisingsgatan huvudgata mot hamnen. När spårvägen byggdes ut i början av 1940-talet fick flera Hisingsbussar sin ändstation här. Efter att Hjalmar Brantingsgatan byggts skapades Vågmästareplatsen i hörnet Hisingsgatan-Hjalmar Brantingsgatan. Platsen kom att bli en centralpunkt för busstrafiken på Hisingen och fungerade som en motsvarighet till dagens så kallade resecentrum.  
1957–58 revs flera trähus som en del av saneringen av Göteborg. Fyra landshövdingehus och tre mindre fastigheter om sammanlagt 68 lägenheter fick ge plats för sex punkthus med tio och elva våningar med sammanlagt 379 lägenheter i området. HSB byggde tolvvånings punkthus för att göra Hisingen mer storstadsmässigt. I förnyelsen ingick ett tidstypiskt centrumhus med mosaikfasader. Spårvägen lades på viadukt 1959 och platsen blev alltmer trafikerad. Området med punkthus i gult tegel och centrumhusen utgör tidstypiska 1950-tals byggnationer och området är en del av Göteborgs bevarandeprogram.
Vågmästareplatsens ”resecentrum” har sedermera flyttats till Hjalmar Brantingsplatsen och själva Vågmästareplatsen har bebyggts med bostäder hela vägen till parkområdet i norr. Själva platsen har i praktiken upphört att existera och spårvägens byggnad på västra delen av platsen har ersatts av Kville Saluhall.